# 干擾理論
在心理学中，記憶（主要為長期記憶）由於有相同的提示（cue），因此在提取（retrieval）記憶時，記憶彼此互相抑制，形成遺忘（forgetting）現象。
抑制可分為兩種：

## 順摄抑制
順摄抑制（proactive inhibition）是指先前学习到的資料對後來学习資料的记忆产生干扰的倾向。例如，換了新的電話號碼（後來的記憶），受舊的電話號碼（先前的記憶）干擾而記不起新號碼。

## 倒摄抑制
倒摄抑制（retroactive inhibition）、逆向干擾（retroactive interference）是指后来的学习对先前学习資料的记忆产生干扰的倾向。例如，临睡前学习内容的保持优于白天，因为所受的后继学习的干扰较少。

## 關連項目
- 記憶抑制(Memory inhibition)
- 初始效應(Primacy effect)
- 時近效應(Recency effect)
- 序列效應(次序效應、)